# Beautiful (canción de Moby)
«Beautiful» es una canción del músico estadounidense de electrónica Moby, incluida en su séptimo álbum de estudio Hotel, desprendido como quinto sencillo. Se lanzó el 12 de septiembre de 2005 exclusivamente para el continente europeo.
En 2006, la canción se incluyó en la banda sonora de la película de David Frankel, The Devil Wears Prada.

## Video musical
Fue dirigido por Ben Weinstein. El clip gira en torno a una fiesta de intercambios, donde los participantes están vestidos como fursuits.

## Lista de canciones
CD (en Europa)
1. «Beautiful» – 3:11
2. «Beautiful» (F*** Me I'm Famous Remix by David Guetta & Joachim Garraud) – 6:43
3. «Beautiful» (Benny Benassi Remix) – 7:03
4. «Beautiful» (Sharam Jey Remix) – 7:11
5. «Beautiful» (Laurent Konrad Remix) – 7:14

Vinilo en 12"
#1Mute 12Mute360 (en Europa)
1. «Beautiful» (Benny Benassi Remix) – 7:03
2. «Beautiful» (Laurent Konrad Remix) – 7:14
3. «Beautiful» (Benny Benassi Dub) – 6:40

#2Mute L12Mute360 (en Europa)
1. «Beautiful» (Sharam Jey Remix) – 7:11
2. «Beautiful» (F*** Me I'm Famous Remix by David Guetta & Joachim Garraud) – 6:43
3. «Beautiful» (Sharam Jey Dub) – 7:13

## Posicionamiento en listas
| Listas (2005)                            | Mejor posición |
| ---------------------------------------- | -------------- |
| Alemania (Offizielle Deutsche Charts)    | 90             |
| España (Top 100 Canciones)               | 11             |
| Estados Unidos (Adult Alternative Songs) | 5              |
| Francia (SNEP)                           | 63             |